# Хорезмійська легенда
«Хорезмійська легенда» — радянський двосерійний художній фільм 1978 року, знятий режисером Юрієм Степчуком на кіностудії «Узбекфільм».

## Сюжет
За мотивами узбецьких народних казок. Кінець XIII ст. У Хіві править жорстокий Хан, який побажав узяти за дружину красуню Маліку — наречену кушніра Максута, відважного джигіта. Щоб позбутися Максута, Хан відправляє його шукати хорезмійських майстрів, викрадених колись у рабство. Їм належить збудувати новий палац своєму Хану в Хіві.

## У ролях
- Ульмас Аліходжаєв — Максуд, кушнір
- Рустам Туляганов — Пулат, злодюжка
- Тамара Шакірова — Маліка, дочка чайханника Насира
- Кудрат Ходжаєв — хан Хіви
- Георгій Строков — сліпий муедзін
- Набі Рахімов — злий правитель Караташбада
- Джавлон Хамраєв — дяглядач сліпого муедзіна
- Раззак Хамраєв — Насир, батько Малікі, чайханник
- Сайрам Ісаєва — цариця Рапой
- Сагді Табібуллаєв — атаман розбійників
- Хікмат Латипов — майстер Матьякуб, дідусь Пулата
- Раджаб Адашев — масхарабоз (скоморох)
- Хайрулла Сагдієв — замучений масхарабоз (скоморох)
- Шаріф Кабулов — голова стражи хана
- Ісамат Ергашев — візир цариці Рапой
- Хабіб Наріманов — Кадир-ата, друг кушніра Максуда
- Санат Діванов — пекар (продавець коржів), друг кушніра Максуда
- Джамал Хашимов — Асан, бродячий борець
- Анвара Алімова — божевільна стара
- Яхйо Файзуллаєв — бродячий борець
- М. Мірзабеков — епізод
- Рауф Балтаєв — третій мудрець
- В. Каландаров — епізод
- А. Мухамедов — караван-баши
- Шукур Самандаров — епізод
- Вахід Кадиров — перший мудрець
- Герман Нурханов — епізод
- Н. Хасанджанов — епізод
- Сайфі Алімов — другий мудрець
- Тахір Нармухамедов — стражник
- Максуд Атабаєв — епізод
- Мукамбар Рахімова — епізод

## Знімальна група
- Режисер — Юрій Степчук
- Сценаристи — Каміл Ікрамов, Ольга Сидельникова
- Оператор — Лев Симбірцев
- Композитор — В. Камілов
- Художник — Євген Пушин